# Best New Horror 4
Best New Horror 4 är den fjärde volymen i antologiserien med samma namn. Den publicerades 1993 på det brittiska bokförlaget Robinson och i USA på Carroll & Graf. Stephen Jones och Ramsey Campbell var redaktörer.
Vissa av novellerna har prisbelönats; se nedan.

## Innehåll
- "Introduction: Horror in 1992" av Ramsey Campbell och Stephen Jones
- "The Suicide Artist" av Scott Edelman
- "Dancing on a Blade of Dreams" av Roberta Lannes
- "The Departed" av Clive Barker
- "How to Get Ahead in New York" av Poppy Z. Brite
- "They Take" av John Brunner
- "Replacements" av Lisa Tuttle
- "Under the Pylon" av Graham Joyce
- "The Glamour" av Thomas Ligotti
- "Under the Ice" av John Gordon
- "And Some Are Missing" av Joel Lane
- "The Little Green Ones" av Les Daniels
- "Mirror Man" av Steve Rasnic Tem
- "Mothmusic" av Sarah Ash
- "Did They Get You to Trade?" av Karl Edward Wagner
- "Night Shift Sister" av Nicholas Royle (British Fantasy Award 1993)[1]
- "Norman Wisdom and the Angel of Death" av Christopher Fowler
- "Red Reign" av Kim Newman
- "Aviatrix" av Peter Atkins
- "Snodgrass" av Ian R. MacLeod
- "The Day of the Sharks" av Kate Wilhelm
- "Anima" av M. John Harrison
- "The Dead" av M. John Harrison och Simon Ings
- "Bright Lights, Big Zombie" av Douglas E. Winter
- "The Ghost Village" av Peter Straub (World Fantasy Award 1993)[2]
- "Necrology: 1992" av Stephen Jones och Kim Newman